# Tsamikos

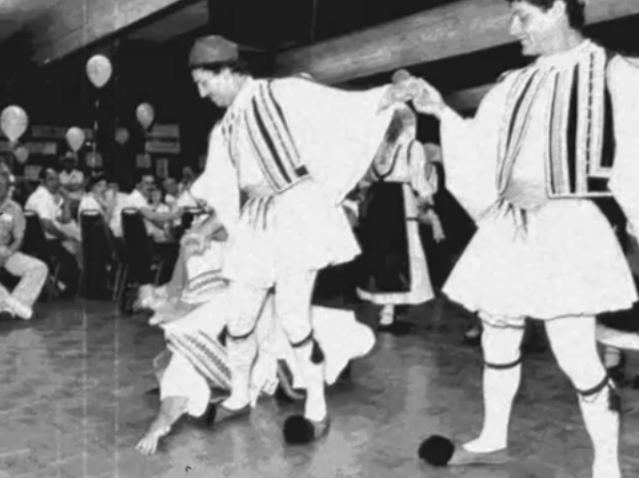
Tsamikos de danseurs en habits traditionnels.

Le tsamikos (en grec : τσάμικος), danse des Tsyamides, vivant au sud de l'Épire[réf. nécessaire]) est une danse traditionnelle grecque. Danse de la Grèce continentale, très répandus au Péloponnèse et à la Macédoine. Il s'agit d'une danse en chaîne ternaire à 
, 
 ou 
, principalement d'hommes.

## Déroulement
Les hommes sont disposés en ligne ou en cercle ouvert et se tiennent par la main levée à hauteur des épaules.
Pas de base :
- mesure 1 (progressant à droite)
  - (1-2) un pas latéral du pied droit
  - (3) un pas du pied gauche croisant devant le droit
- mesures 2 et 3 : répéter 2 fois la mesure 1
- mesure 4
  - (1-2) un pas latéral du pied droit
  - (3) un sursaut sur le pied droit en pliant légèrement la jambe gauche derrière la droite
- mesure 5 (progressant à gauche)
  - (1-2) un pas latéral du pied gauche
  - (3) un pas du pied droit croisant devant le gauche
- mesure 6
  - (1-2) un pas latéral du pied gauche
  - (3) un sursaut sur le pied gauche en pliant légèrement la jambe droite devant la gauche

Il existe un nombre important de variantes de ce pas de base, qui concernent tantôt l'ensemble des danseurs, tantôt le meneur seul. Il existe aussi une version plus récente, simplifiée, en 8 mesures au lieu de 6. C'est ce qu'on appelle la « version scolaire ».